# Geranomyia montana
Geranomyia montana är en tvåvingeart som beskrevs av de Meijere 1911. Geranomyia montana ingår i släktet Geranomyia och familjen småharkrankar. Inga underarter finns listade i Catalogue of Life.